# سوانسي الشرقية (دائرة انتخابية في المملكة المتحدة)
سوانسي الشرقية (بالإنجليزية: Swansea East)‏ هي إحدى الدوائر الانتخابية في المملكة المتحدة الممثلة في مجلس العموم في برلمان المملكة المتحدة.
عضو البرلمان الذي يمثلها حالياً هو :Mrs Siân C. James (Lab).